# 戦え! 仮面ライダーV3
「戦え! 仮面ライダーV3」（たたかえ かめんライダーブイスリー）は、宮内洋、水木一郎ほかによるシングル・レコード。1973年3月25日に日本コロムビアから発売された。オリジナル盤の型番はSCS-192。
1978年12月にオリジナル盤と同内容（ジャケットデザインは異なる）で再発された。再発盤の型番はSCS-454。

## 概要
表題曲「戦え! 仮面ライダーV3」は、テレビドラマ（特撮番組）『仮面ライダーV3』のオープニングテーマとして使用された。カップリングには、水木一郎が歌う同作前期エンディングテーマ「少年仮面ライダー隊の歌」が収録されている。

## 収録曲
（全作曲・編曲：菊池俊輔）
1. 戦え! 仮面ライダーV3
歌：宮内洋、ザ・スウィンガーズ
作詞：石森章太郎
  - 特撮番組『仮面ライダーV3』オープニングテーマ。
  - 1988年シーズン中に近鉄バファローズに入団したラルフ・ブライアントの応援歌にこの曲の替え歌が使われた。なお2004年にマリオ・バルデスに同じ曲が流用されている。
2. 少年仮面ライダー隊の歌
歌：水木一郎、コロムビアゆりかご会
作詞：八手三郎
  - 特撮番組『仮面ライダーV3』エンディングテーマ1。

## 別テイク
オープニングテーマは正規版のほか、日本コロムビアによって以下の各バージョンが番組開始当時に録音されていた。
テスト用テイク
- 宮内洋 ソロ歌唱版
- 子門真人 ソロ歌唱版[2]
- 水木一郎 ソロ歌唱版[1]

NG版（一部の歌詞が異なる）
- 宮内洋、ザ・スウィンガーズ

正規版を除く各バージョンは、番組放送当時は発売されなかったが、後年発売のCDに収録された。なお、水木版は『五人ライダー対キングダーク』、歌詞違い版は『仮面ライダーストロンガー』の挿入歌として使用された。

## カバー
「百歌声爛 -男性声優編-」
森田成一と佐々木望それぞれによる「戦え! 仮面ライダーV3」のカバーが収録。
「戦え! 仮面ライダーV3」
子門真人の歌唱により、ビクターレコードの混載盤LP（変身ブーム期に数種発売）に収録。日本コロムビアのテスト用テイクとは別音源である。
「アニメタル・マラソンII 特撮編」
アニメタルによる「戦え! 仮面ライダーV3」のカバーを収録。
「ライダー・ジャズ」
MJRによる「戦え! 仮面ライダーV3」のカバーを収録。
「KAMEN RIDER V3」
仮面ライダーGIRLSによるアレンジカバー。